# Coccophagus flavidus
Coccophagus flavidus är en stekelart som beskrevs av Compere 1940. Coccophagus flavidus ingår i släktet Coccophagus och familjen växtlussteklar.
Artens utbredningsområde är:
- Kenya.
- Uganda.

Inga underarter finns listade i Catalogue of Life.